# 박명성
박명성(朴明誠, 1963년 3월 25일 ~ )은 전남 해남 출생으로 대한민국의 '연극기획자'이다. 서울예술대학 무용과를 졸업하고 단국대학교 연극영화과에서 학사, 단국대학교 대학원 대중문화예술대학원에서 석사학위를 받았다. 1982년 극단 동인극에 입단하여 연극 배우로 무대와의 인연을 처음 맺었다. 1987년 극단 신시 창립 단원이 되었다. 1994년 한국연극협회 올해의 연극인상을 받으면서 배우에서 연출분야로 영역을 넓혀 조연출, 기획 파트와 프로듀서의 길을 걸었다.
1999년 프로듀서로 입문하자마자 박명성은 연극 '산불'의 본격적인 뮤지컬 작업에 돌입한다. 전쟁 소재의 지극히 한국적인 작품을 화려한 뮤지컬로 만드는 것에 많은 사람들이 우려를 표했지만, 한국의 좋은 작품을 세계로 진출시키기 위한 그의 꿈은 확고했다.
연극 '산불'은 뮤지컬 '댄싱 섀도우'로 분하며, 세계적인 거장 영입, 주연배우의 과감한 신인 기용, 쇼케이스 등 이제껏 본 적이 없는 전혀 새로운 스타일의 뮤지컬로 재탄생된다. 하지만 원작 그대로를 살리지 못한 '댄싱 섀도우'는 25억이라는 막대한 손해를 끼치면서 흥행에 실패한다. 하지만 그해 연말 한국뮤지컬대상에서 5관왕을 차지하며 작품성과 창작 뮤지컬의 가능성을 인정받는다.
1999년부터 신시뮤지컬컴퍼니(현 신시컴퍼니) 대표로서 <맘마미아!> <아이다> <댄싱 섀도우> <헤어스프레이> <시카고> <캬바레> <렌트> <사운드 오브 뮤직> 등 다수의 뮤지컬을 제작하였다.
박명성은 그동안 배우들과 스태프들의 출연료를 먼저 챙겨주기 위해 카드로 대출을 받고, 결국 살고 있던 집의 전세금을 빼면서까지 겪어낸 경제적인 고초 그로 인한 아내의 유산 그러나 시련은 여기서 끝나지 않았다. 2005년 다시 한 번의 청천벽력 같은 위암선고를 받게 된다. 이러한 시련을 모두 이겨냈다. 이것이 국내 뮤지컬계에 라이선스 공연문화를 첫 도입하고, 국내 뮤지컬 프로듀서 1세대로 꼽히며 한국의 '브로드웨이 박'으로 불리는 박명성의 비하인드 성공 스토리이다.
2009년 회사명을 신시뮤지컬컴퍼니에서 신시컴퍼니로 바꾸면서 연극 제작과 창작뮤지컬 제작을 병행하고 있다. 현재 한·일연극교류협의회 회장이기도 하다.

## 학력
- 서석고등학교(광주)
- 서울예술대학 한국무용
- 단국대학교 연극영화학과 학사
- 단국대학교대학원 대중문화예술대학원

## 경력
- 2015년  2015 광주 하계 유니버시아드대회 개폐회식 총감독
- 2014년 명지대학교 영화뮤지컬학부 전임교수
- 2011년 명지대학교 영화뮤지컬학부 전임부교수
- 2008년  한일연극교류협의회 회장
- 2007년  한류정책자문위원회 위원
- 2007년  제2대 서울연극협회 회장
- 2004년  대경대학 공연예술학부 초빙교수
- 2004년  경희대 대학원 예술경영과정 강사
- 2004년  한국공연프로듀서협회 회장
- 1999년  신시뮤지컬컴퍼니 대표이사
- 1998년  한국연극협회 이사
- 1995년  한국연극협회 사무국장
- 1995년  극단 신시 기획실장
- 1987년  극단 신시 창립 단원
- 1982년  극단 동인극 입단

## 수상
- 2004년  한국뮤지컬대상 프로듀서상
- 2002년  한국뮤지컬대상 특별상
- 2001년  오늘의 젊은 예술가상
- 1994년  한국연극협회 올해의 연극인상

## 박명성의 성공비결
- '맘마미아', '시카고', '아이다' 등 초대형 뮤지컬은 '국내 뮤지컬 프로듀서 1세대'로 불리는 신시컴퍼니 박명성이 내놓은 작품들이다. 이런 흥행 몰이에 성공하는 박명성의 '성공의 비밀'은 세 가지를 꼽는다.

- 첫째는 '하고자 하는 일은 뚝심있게 밀어붙여라'이다. 박명성은 첫 연출 데뷔 자리에서 극단 대표로부터 "넌 연출하긴 틀렸다"는 말을 들었다. 하지만 그는 포기하지 않고 뮤지컬 프로듀서로 새롭게 시작하였다. 미국 브로드웨이 최신작 '더 라이프'의 계약에 도전했고, 유명 뮤지컬 라이선스 계약을 성사시켰다.

- 두 번째 비결은 '책임감으로 단단히 무장하라'이다. 대표가 된 직후 그가 처음 올린 '갬블러'의 앙코르 공연 실패로, 회사는 수억원의 빚더미에 올라 있었다. 하지만 그는 배우와 스태프들의 출연료를 챙겨주기 위해 카드 대출을 받고, 자신이 살던 집 전세금까지 빼주면서 지켜냈다. 아내가 유산하고 2005년에는 위암 선고까지 받았지만 한 달 넘게 수술을 미루며 공연을 진두지휘했다.

- 셋째 비결은 '실험성과 작품성으로 승부한다'이다. 학창 시절 연극 '산불'을 보고 무대에 푹 빠진 박명성은 프로듀서 입문 직후 '산불'의 뮤지컬화에 돌입하였다. 그리하여 '댄싱 섀도우'로 이름 붙여진 이 뮤지컬은 한국 창작 뮤지컬의 새로운 가능성을 연 것으로 평가받았다. (이같은 내용으로 2010년 1월 29일 MBC TV '성공의 비밀'은 평범한 연극 연출자에서 국내 최고의 뮤지컬 프로듀서로 성장한 박명성의 이야기를 방송하였다)[2]